# Hradiště Na Babě
Baba je pravěké hradiště v pražských Dejvicích. Nachází se na levém břehu Vltavy nad jejím soutokem se Šáreckým potokem. Pozůstatky hradiště jsou chráněny jako kulturní památka.

## Historie
Výrazné návrší bylo osídleno a opevněno v eneolitu příslušníky kultury s nálevkovitými poháry. Pravděpodobně představovalo mocenské, hospodářské a snad i kultovní centrum regionu. Druhé osídlení na přelomu střední a mladší doby bronzové v období knovízské kultury snad přetrvalo až do období štítarské kultury. Hradiště v té době nejspíše sloužilo jako středisko řemeslné výroby a obchodu.
Nejstarší archeologické nálezy z lokality pochází z konce devatenáctého století. Patřily mezi ně depoty bronzových předmětů a slitků nalezené v letech 1890, 1891 a 1892. V letech 1932–1938 vykopal archeolog Ladislav Hájek několik kulturních jam knovízské kultury a kultury s nálevkovitými poháry. Kromě nich objevil také kostrový hrob datovaný do čtvrtého stupně kultury s nálevkovitými poháry. V roce 1969 zahájilo Muzeum hlavního města Prahy výzkum v souvislosti s plánovanou výstavbou sídliště, který po menších nálezech pokračoval záchranným archeologickým výzkumem v letech 1974–1978. Novodobé sídliště poté pohltilo větší část původního hradiště.

## Stavební podoba

### Eneolit
Archeologickým výzkumem odkryté eneolitické opevnění se skládalo z příkopů a valů. Hlavní příkop přetínal ostrožnu, býval asi dva metry hluboký a sedm metrů široký. Přibližně patnáct metrů před ním vedl souběžně menší příkop hluboký asi 1,5 metru a široký tři metry. Příkop byl lemován žlabem pro palisádu upevněnou kameny se stopami ohně. Třetí příkop snad členil vnitřní plochu hradiště, ale jeho průběh nebylo možné přesně stanovit. Šířka příkopu se pohybovala okolo šesti až sedmi metrů, ale na dně dosahovala maximálně 280 centimetrů. Hloubka mohla být až 170 centimetrů.
Výrazným eneolitickým objektem byl systém geometricky uspořádaných žlabů nejistého účelu. Jejich zjištěná délka přesahovala padesát metrů, ale celý systém se nepodařilo odkrýt. Žlaby s výběžky byly sedmdesát centimetrů široké a původně mohly být přes jeden metr hluboké. Na akropoli byla výzkumem zachycena zahloubená stavba s rozměry 12,4 × 6,8 metru. Její vnitřní plocha 80 m² výrazně převyšuje rozlohu soudobých staveb v Česku. Ostatní odkrytá obydlí v podobě polozemnic a povrchovým chalup měla obytnou plochu nejvýše 16 m².

### Doba bronzová
Opevnění z doby bronzové je doloženo na základě rozboru popisů výzkumu z roku 1897. Tvořil je příkop s hradbou z nasucho kladených kamenů, které po destrukci zdi vyplnily prostor příkopu.